# Sítio Arqueológico de Santa Terezinha
O Sítio Arqueológico de Santa Terezinha é um bem tombado localizado no município de Terra Nova do Norte, no Mato Grosso.
Seu tombamento aconteceu em 2009 através da Portaria n.º 034/2009.